# RS-218
Pour les articles homonymes, voir Route 218.
La RS-218 est une route locale de l'État du Rio Grande do Sul qui relie la municipalité de Santo Ângelo au district de Chorão de la commune d'Ijuí. Elle part de l'embranchement avec la BR-392 et la RS-344 pour s'achever à la jonction avec la RS-155.
Elle dessert les municipalités de Santo Ângelo, Catuípe et Ijuí et a une longueur de 43,230 km.